# Fantasy-Jahr 2023
Übersicht

◄◄ | ◄ | 2019 | 2020 | 2021 | 2022 | Fantasy-Jahr 2023 | 2024

Weitere Ereignisse